# Discografia degli Atlas Genius
La discografia degli Atlas Genius, gruppo musicale australiano attivo dal 2009, si compone di due album in studio, un album di remix, due EP e nove singoli.

## Album

### Album in studio
| Anno | Titolo | Classifiche | Classifiche | Classifiche |
| Anno | Titolo | US          | US Alt      | US Rock     |
| ---- | --- | ----------- | ----------- | ----------- |
| 2013 | When It Was Now - Data di pubblicazione: 19 febbraio - Etichetta: Warner Bros. Records - Formati: CD, LP, download digitale | 34          | 10          | 11          |
| 2015 | Inanimate Objects - Data di pubblicazione: 28 agosto - Etichetta: Warner Bros. Records - Formati: CD, LP, download digitale | 150         | 20          | 28          |

### Album remix
| Anno | Titolo |
| ---- | --- |
| 2013 | So Electric: When It Was Now (The Remixes) - Data di pubblicazione: 29 novembre - Etichetta: Warner Bros. Records - Formati: LP, download digitale |

## Extended play
| Anno | Titolo |
| ---- | --- |
| 2012 | Through the Glass - Data di pubblicazione: 12 giugno - Etichetta: Warner Bros. Records - Formati: CD, download digitale |
| 2013 | Trojans - Data di pubblicazione: 25 febbraio - Etichetta: Warner Bros. Records - Formati: LP                            |

## Singoli
| Anno | Titolo                 | Classifiche | Classifiche | Certificazioni | Album di provenienza |
| Anno | Titolo                 | US Alt      | US Rock     | Certificazioni | Album di provenienza |
| ---- | ---------------------- | ----------- | ----------- | -------------- | -------------------- |
| 2011 | Trojans                | 4           | 17          | - US: Oro      | /                    |
| 2013 | If So                  | 8           | 33          |                | When It Was Now      |
| 2013 | Symptoms               | —           | —           |                | When It Was Now      |
| 2015 | Molecules              | 10          | 41          |                | Inanimate Objects    |
| 2015 | Stockholm              | —           | —           |                | Inanimate Objects    |
| 2015 | Friends with Enemies   | —           | —           |                | Inanimate Objects    |
| 2015 | A Perfect End          | —           | —           |                | Inanimate Objects    |
| 2017 | 63 Days                | —           | —           |                | /                    |
| 2019 | Can't Be Alone Tonight | —           | —           |                | /                    |

## Videografia

### Video musicali
| Anno | Titolo         | Regista            |
| ---- | -------------- | ------------------ |
| 2012 | Back Seat      | Gus Black          |
| 2012 | Symptoms       | Claire Marie Vogel |
| 2012 | Trojans        | Claire Marie Vogel |
| 2013 | Centred on You | Anders Rostad      |
| 2013 | If So          | Anders Rostad      |
| 2015 | Molecules      | Claire Marie Vogel |
| 2016 | Balladino      | Justin Le Burgos   |